# 두다 (축구 선수)
세르지우 파울루 바르보사 발렌치(포르투갈어: Sérgio Paulo Barbosa Valente, 1980년 6월 27일 ~ )는 두다(포르투갈어: Duda)로 잘 알려진 포르투갈의 전 축구 선수로 포지션은 윙어이다.